# Hylaeus acariphorus
Hylaeus acariphorus là một loài Hymenoptera trong họ Colletidae. Loài này được Snelling mô tả khoa học năm 1985.